# فرد غاردنر
فرد غاردنر (بالإنجليزية: Fred Gardner)‏ (4 يونيو 1922 في المملكة المتحدة - 12 يناير 1979 بكوفنتري في المملكة المتحدة) هو لاعب كركيت ولاعب كرة قدم بريطاني (وحمل سابقاً جنسية المملكة المتحدة لبريطانيا العظمى وأيرلندا) في مركز الهجوم. لعب مع برمنغهام سيتي وبورت فايل وكوفنتري سيتي ونيوبورت كونتي ونادي وارويكشاير للكريكيت ‏ ورجبي تاون.

## وصلات خارجية
- فرد غاردنر على موقع إي آس بي آن كريك إنفو (الإنجليزية)